# Sân vận động Darius và Girėnas
Sân vận động S. Darius và S. Girėnas (tiếng Litva: S. Dariaus ir S. Girėno stadionas) là một sân vận động đa năng trong công viên Ąžuolynas ở quận Žaliakalnis của Kaunas, Litva, hiện đang được xây dựng lại. Sân vận động toàn bộ chỗ ngồi sẽ có sức chứa 15.315 người. Năm 1998, sân vận động đã được cải tạo theo quy định của UEFA, vào năm 2005, sân đã được hiện đại hóa với việc lắp đặt màn hình tivi sân vận động lớn nhất ở các nước Baltic. Lần cải tạo mới nhất bắt đầu vào năm 2018. Đây sẽ là sân vận động lớn nhất ở các quốc gia Baltic. Sân tổ chức các trận đấu bóng đá của Litva cũng như giải vô địch điền kinh quốc tế. Trong một mùa thể thao, khoảng 50 sự kiện được tổ chức tại đây.

## Lịch sử

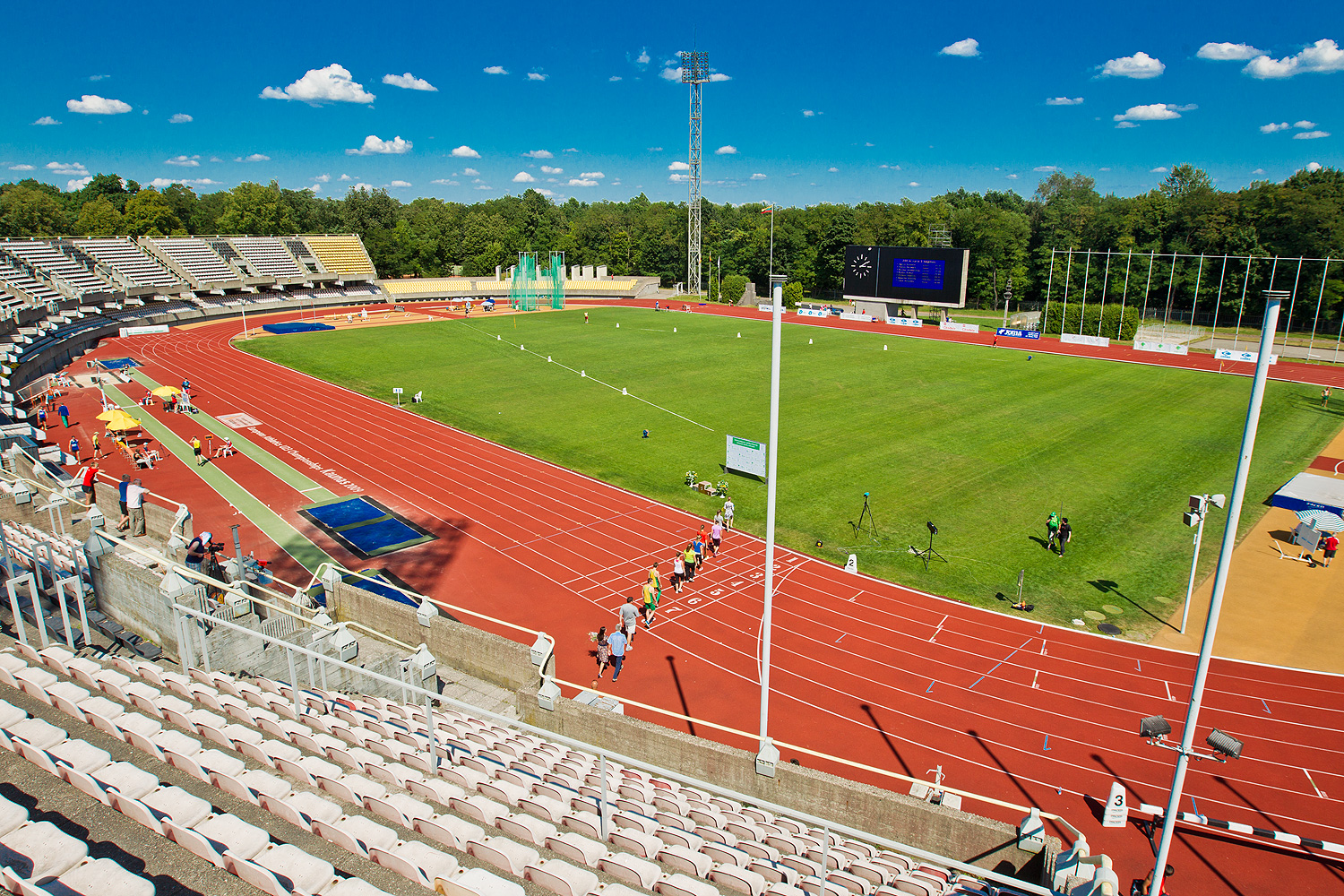
Sân vận động trước khi xây dựng lại năm 2018

Sân vận động đầu tiên ở nơi này được thiết kế và thành lập bởi Steponas Darius và Kęstutis Bulota vào năm 1923, và hoàn thành vào năm 1925. Vào các năm 1935–1936, sân vận động được cải tạo và đặt tên là Sân vận động Nhà nước (tiếng Litva: Valstybinis stadionas). Bắt đầu từ năm 1969, sân vận động đã trải qua một cuộc tái thiết khác kéo dài trong 10 năm cho đến tháng 8 năm 1979. Các khán đài bằng gỗ được thay thế bằng các cấu trúc bê tông cốt thép và được đặt trong một nửa vòng tròn.
Sau khi Litva giành lại độc lập, năm 1993, sân vận động được đặt theo tên của các phi công người Litva Steponas Darius và Stasys Girėnas, người đã thiệt mạng trong một vụ tai nạn gần cuối chuyến bay cố gắng từ New York đến Litva. Sân vận động hiện là sân nhà của câu lạc bộ bóng đá FK Kauno Žalgiris và FC Stumbras. Đây là một phần của trung tâm thể thao S. Darius và S. Girėnas, cũng bao gồm Nhà thể thao Kaunas gần đó, được xây dựng vào năm 1939.

## Tái thiết
Vào tháng 7 năm 2010, các cuộc đàm phán đã bắt đầu rằng hiện đại hóa sân vận động là lựa chọn rẻ nhất để Litva phát triển một sân vận động bóng đá có thể tổ chức các trận đấu quốc tế. Hai phần ba chi phí cải tạo đã được đề xuất để được cung cấp bởi Liên đoàn bóng đá Litva. Mặc dù có nhiều sáng kiến để khởi động cải tạo từ nhiều nhóm khác nhau nhưng không có hành động thực tế nào được bắt đầu, vì một thỏa thuận tài trợ và thông số kỹ thuật dự án không thể đạt được.
Một nỗ lực khác để cải tạo sân vận động đã được bắt đầu vào tháng 2 năm 2016 bởi Đô thị Thành phố Kaunas mới được bầu, đã thông qua một kế hoạch cải tạo cơ sở hạ tầng thể thao lớn ở Kaunas. Các đề xuất ban đầu đề xuất rằng sức chứa chỗ ngồi nên được mở rộng lên 12.500–20.000 chỗ ngồi có mái che, lắp đặt hệ thống sưởi dưới đất và sân vận động phải đạt loại 4 của xếp loại sân vận động UEFA.
Vào ngày 18 tháng 8 năm 2017, dự án tái thiết đã chính thức được trình bày trước công chúng. Sau khi tái thiết, sân vận động sẽ có sức chứa 15.315 người cho các sự kiện thể thao và lên tới 30.000 người cho các buổi hòa nhạc và các sự kiện khác. Vào ngày 15 tháng 6 năm 2018, Kayı Construction và Đô thị Thành phố Kaunas đã ký hợp đồng tái thiết. Sân vận động sẽ được mở sau 18–20 tháng (công việc sẽ bắt đầu vào tháng 7 năm 2018). Sân vận động sẽ có bề mặt là sân cỏ hỗn hợp GrassMaster và được bao phủ hoàn toàn bằng một mái che trên khán đài.